# 三心
株式会社三心（さんしん）は、岐阜県岐阜市近郊を中心にスーパー三心を展開する、日本のスーパーマーケットである。

## 概要
2000年代まで岐阜市を中心に、岐阜県西濃地域や愛知県一宮市などに新規店舗を開店させていった。2010年代後半に入ると、それまでの既存店の閉店が相次ぎ、2012年3月の時点で20店舗存在していた店舗が、2024年4月現在は9店舗に数を減らしている。
以前はオール日本スーパーマーケット協会に加盟していたが、2012年5月21日付でCGCグループに加盟チェーンを変更している。
主要な電子マネー、クレジットカード決済は長らく対応していたが、QR決済は未対応だった。2021年12月にPaypayを、2022年2月にau PAYを全店導入。

## 沿革
- 1981年（昭和58年）5月 - 株式会社三心設立
- 2012年（平成24年）
  - オール日本スーパーマーケット協会を脱会。CGCグループに加盟しまする
  - 12月 - 自社、初めてQRコード決済サービス導入（Paypay）
  - 2月 - 新たにQRコード決済サービス導入（au PAY）
- 2023年（令和5年）10月1日 - インボイス番号を「T9200001002215」とし、適格請求書発行事業者として登録
- 2024年（令和6年）1月13日 -「お買い物ポイントカード」がサービス完全終了となった[5]。
- 2025年（令和7年）3月21日 - dポイントサービス開始。また、同サービス開始に伴い、従来の「三心メンバーズカード」が同年3月20日で終了した[6][7]。

## 店舗

### 岐阜県
- 鏡島店（本部・岐阜市)  - 店舗建替移転・開店2009年8月27日、改装2023年11月23日（旧店舗跡地はユタカ鏡島店として居ぬき出店）
- 那加店（各務原市） - 2005年7月13日改装。
- さぎ山店（岐阜市）- 開店2006年5月2日[8]
- 西郷店（岐阜市）
- 丸の内店（羽島市）
- 岐南店（岐南町） - 開店2010年7月17日
- うずら店（岐阜市） - 開店2011年4月29日

### 愛知県
- 玉ノ井店（一宮市） - 開店2017年6月22日（旧店舗跡地はゲンキー玉ノ井店）
- 三条店（一宮市） - リニューアルオープン2021年6月15日

## かつて存在した店舗
- 宇佐店（岐阜市）
  - 1985年5月開店
- ビック店 
  - 1989年6月開店
- 鷺山SC店

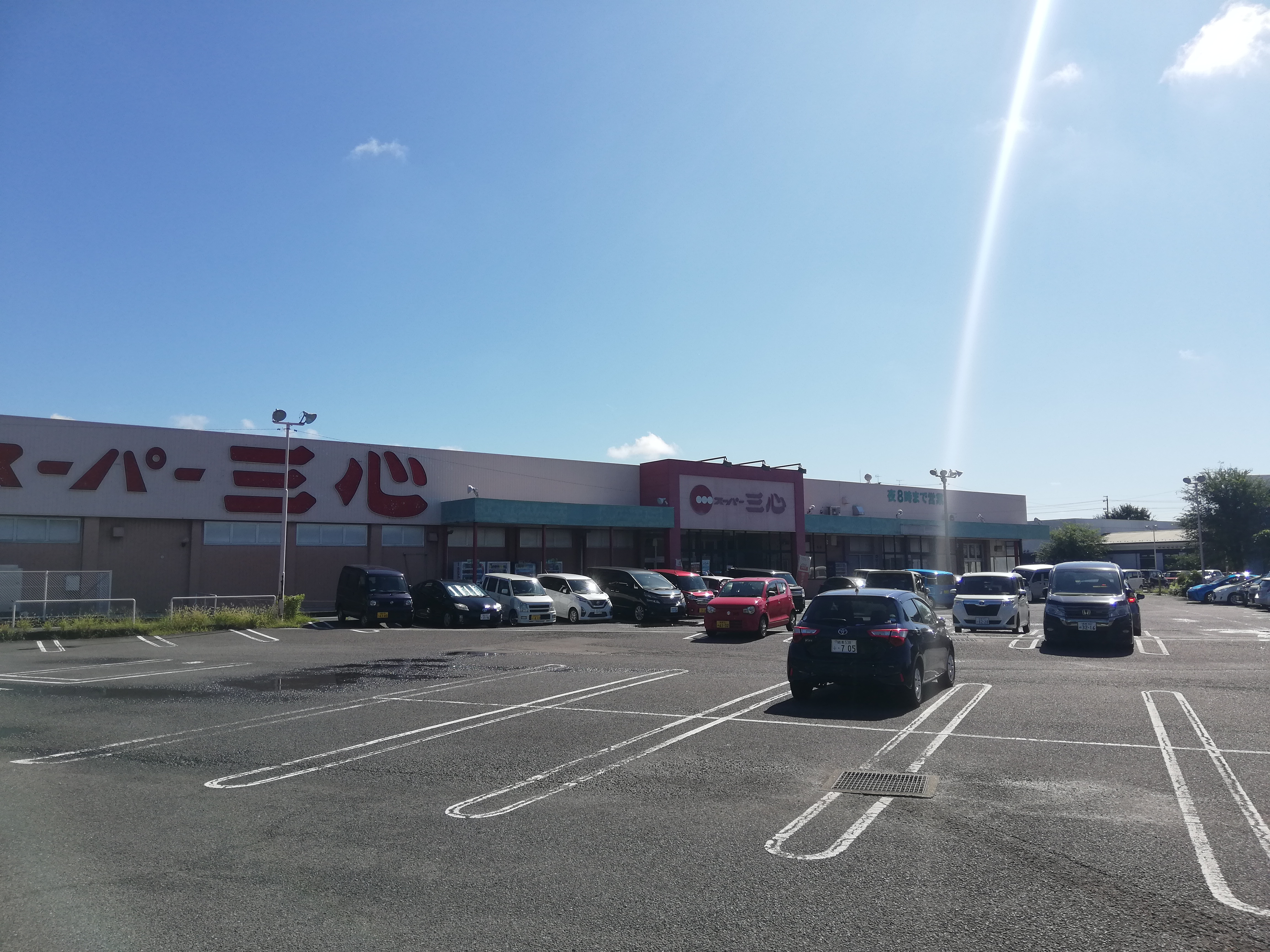
関店

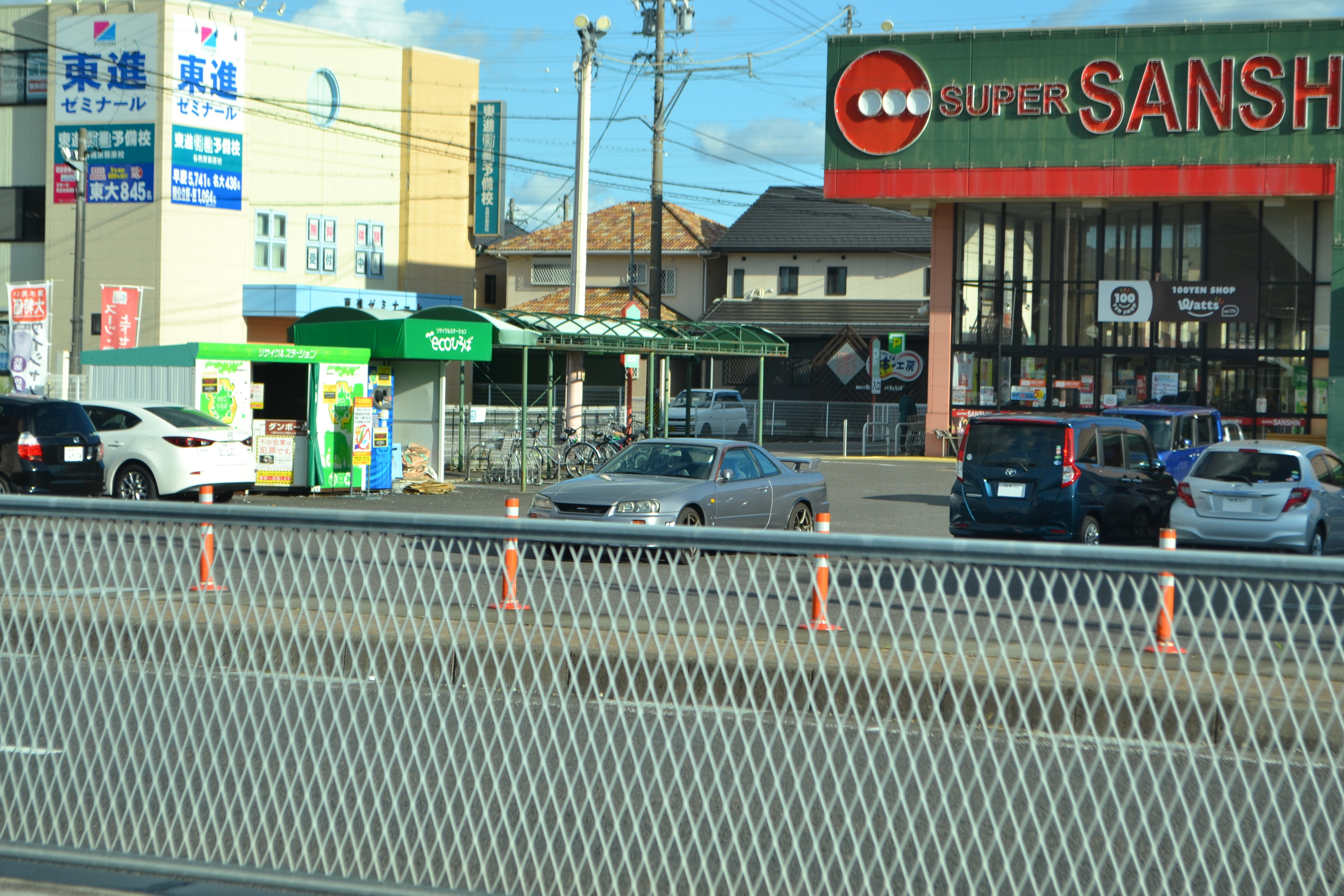
蘇原店

- 墨俣店（墨俣町） - 旧ヤナゲン=現平和堂
  - 2001年12月開店、2005年閉店（→サンタの創庫）
- 佐千原店（一宮市） - 旧バロー
  - 2005年12月開店、2007年閉店（→「ビッグワン佐千原店」[9]→山憲商店佐千原店を経て現在はゲンキー佐千原店）
- 足近店（16号店） - 旧川口屋=現三河屋
  - 2006年2月23日開店、2007年9月13日閉店
- 旧 鏡島店（岐阜市西荘3-1-7）
  - 2009年8月17日閉店
- 黒田店（一宮市木曽川町黒田字山1-2・第六日置ビル1階）
  - 2007年4月19日開店[10] 、2009年11月1日閉店
- 小信店（一宮市小信中島字郷東57）
  - 2011年3月16日開店、2012年7月12日改装・増床オープン、2015年2月28日閉店（→BOOKOFF PLUS一宮尾西）
- 旧 玉ノ井店（一宮市木曽川町玉ノ井字高畑36）
  - 2017年6月14日閉店
- 池田店（池田町八幡字西宮神2592-1）
  - 2016年7月6日改装、2018年2月28日閉店
- 北方店（本巣市上真桑字堤合2206-2）
  - 2006年6月8日開店、2018年5月20日閉店（→物産会社が建物を使用→業務スーパー北方店出店・元敷地内サンドラッグ→ブックオフ）
- 可児店（可児市土田2546-27）
  - 2013年10月25開店、2019年1月20日閉店（→スギ薬局とセリア）
- 扶桑店（扶桑町柏森字乙寺裏107）
  - 建物の老朽化などの理由により2019年7月20日に閉店（→クスリのアオキ扶桑店）
- 常願店（一宮市常願通8-14）
  - 2021年5月5日閉店（→SWAN一宮店）
- 羽島店（羽島市正木町曲利1097） 
  - 2007年9月14改装,2020年6月7日改装,2021年10月30日閉店(→業務スーパー羽島店)
- 河間店（大垣市河間町1-65） - 旧川口屋河間店
  - 2006年11月28日開店[11]、2022年4月10日閉店。(→ザ・ビック大垣店出店予定)
- 関店（関市小瀬首次2837-1） 
  - 2000年12月10日開店[12] 、2017年4月23日改装、2022年9月18日閉店（→ カネスエ関小瀬店）
- 江南店（江南市野白町野白46）
  - 2009年11月26日開店、2023年3月5日閉店。（→大阪屋ショップ江南店）
- 芥見店（岐阜市芥見東山2-27）
  - 2003年9月17日開店[13]、2023年9月20日閉店。（→カネスエ芥見店）
- 蘇原店（各務原市蘇原花園町3-16）
  - 2024年4月14日閉店（→大阪屋ショップ各務原店）
- 養老店（養老町）
  - 2000年代後半ごろに養老町に出店予定されていたが廃止